# Dodge Lancer
Der Dodge Lancer war eine vom US-amerikanischen Automobilhersteller Chrysler von 1961 bis 1962 als Schwestermodell des gleichzeitigen Plymouth Valiant angebotenes Modell der Mittelklasse. Der Valiant galt für das Modelljahr 1960 als eigenständige Marke und firmierte danach als Plymouth. Nach einer Pause von rund zwei Jahrzehnten brachte Dodge 1984 eine neue Lancer-Generation, eine fünftürige Fließheck-Limousine mit Frontantrieb, die bis 1989 gebaut wurde.

## Dodge Lancer (1955–59)

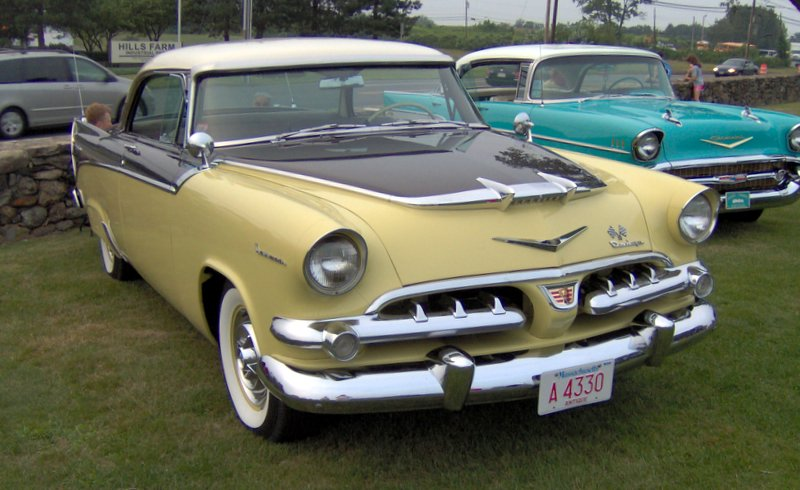
Dodge Custom Royal Lancer 1956

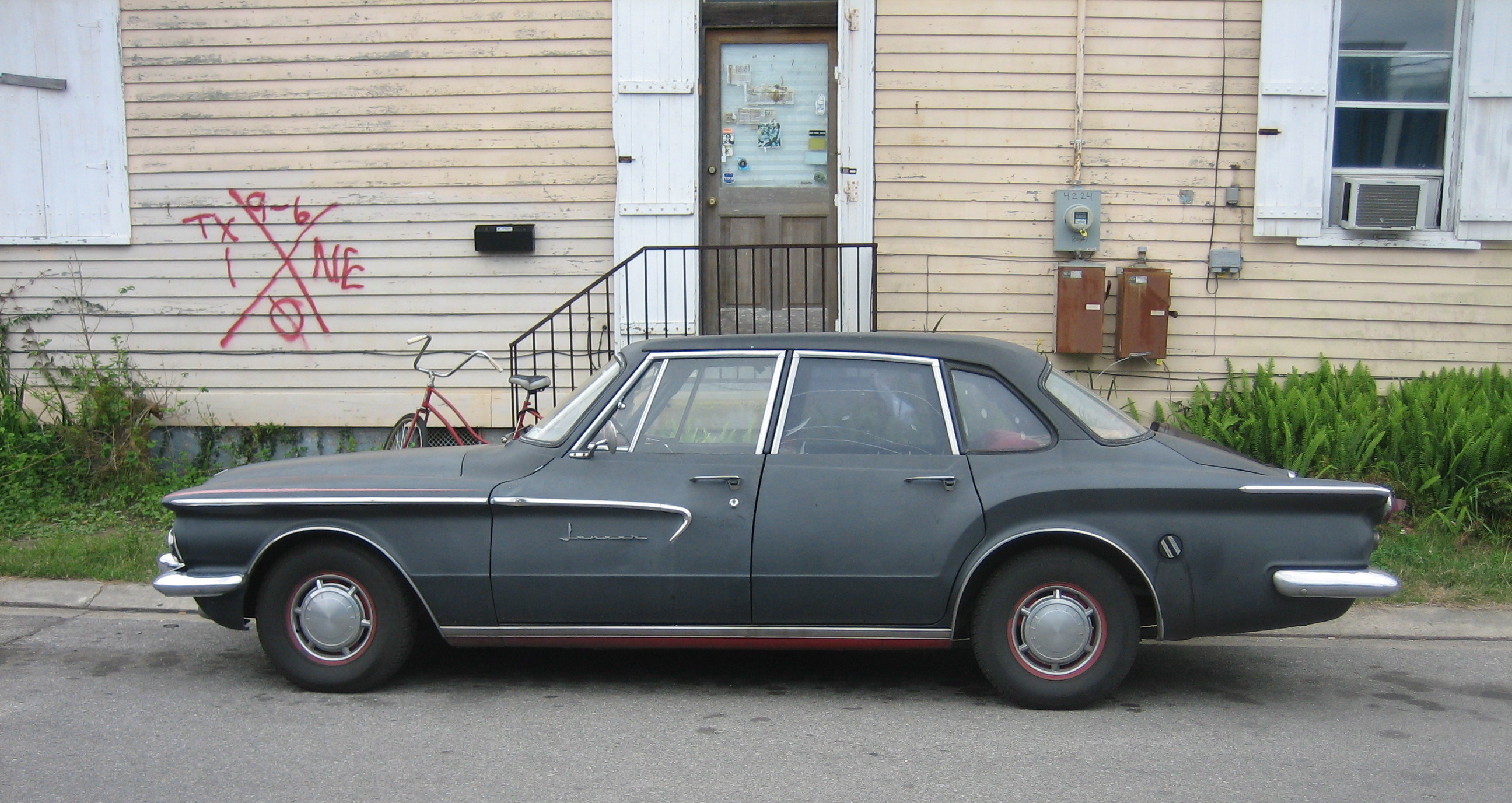
Dodge Lancer 1961–62

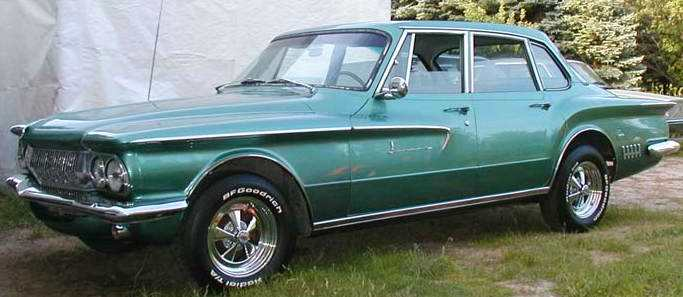
Dodge Lancer 1962

Erstmals verwendete Dodge die Bezeichnung Lancer als Beinamen sämtlicher Hardtop- und Cabriolet-Modelle auf Basis der Dodge Coronet, Royal und Custom Royal in den Modelljahren 1955 bis 1959.

## Dodge Lancer (1961/62)
Bis 1959 waren die Marken Plymouth und Dodge in einem gemeinsamen Vertriebsnetz zusammengefasst. 1960 ändert sich dies, die Marken mussten getrennt verkauft werden. Die Dodge-Vertreter waren mit dieser Lösung nicht eben glücklich. Ihnen fehlte nämlich jetzt der Ende 1959 erfolgreich eingeführte Plymouth Valiant, ein, nach amerikanischen Begriffen, kompakter Wagen der Mittelklasse.
Zum Modelljahr 1961 debütierte daher der Dodge Lancer als nur kosmetisch verändertes Schwestermodell des Plymouth Valiant. Lieferbar waren zwei- und viertürige Limousine, Kombi und zweitüriges Hardtop-Coupé.
Angetrieben wurde der Lancer durch Reihensechszylinder von 2,8 oder 3,7 Liter Hubraum. Der 2789 cm³-Sechszylinder leistete 101 PS, der 3682 cm³-Motor mit Einfachvergaser 145 PS. In der so genannten Hyper-Pak-Version mit Doppel-Registervergaser und Sportauspuff kam der kleine Sechszylinder auf 148, der 3682 cm³ -Motor auf 195 SAE-Brutto-PS; Spitzengeschwindigkeit der verschiedenen Modelle : Lancer 2789 cm³ – 145 km/h / Lancer 2789 cm³ Hyper-Pak 160 km/h / Lancer 3682 cm³ – 155 km/h / Lancer 3682 cm³ Hpyer-Pak – 170 km/h. Es gab den Dodge Lancer mit 3-Gang Lenkradschaltung, 3-Gang Knüppelschaltung und mit der bekannten Dreigang-Torqueflite-Automatik mit Druckknopfschaltung am Armaturenbrett. Auf Wunsch war eine Servolenkung erhältlich.
Es gab vom Dodge Lancer zwei Ausstattungsvarianten, die einfache hieß Lancer 170, die luxuriöse Lancer 770. Ab 1962 ergänzte der sportlich aufgemachte zweitürige Dodge Lancer GT die Modellpalette.
Dieser Wagen wurde auch in Europa montiert, in Schinznach in der Schweiz bei der AMAG Automobil- und Motoren AG. Diese Wagen wiesen eine bessere Qualität auf, erkennbar sind sie an ihrer Plakette mit dem Zusatz Montage Schinznach.
1962 wurde für den Dodge Lancer schon wieder zum letzten Produktionsjahr. Der Wagen hatte sich nicht so wie erhofft verkaufen lassen, 1961 74733 und 1962 64271 Einheiten. Es gab nie einen Nachfolger, durch diesen Umstand wurde der Dart zum kleinsten Dodge. Dieses Modell gab es schon 1960 Parallel zum Lancer.
Der Dodge Lancer und Plymouth Valiant war eine der letzten Kreationen des Designers Virgil Exner.
Von 1961 bis etwa 1963 wurde der Lancer in Südafrika als De Soto Rebel vermarktet.

## Dodge Lancer (1984–89)
Der zum Modelljahr 1985 präsentierte Dodge Lancer basierte auf der verlängerten Plattform der Chrysler K-Cars und war das Schwestermodell des Chrysler LeBaron GTS, von dem er sich nur durch Details unterschied. Der in Europa verkaufte Chrysler GTS war ebenfalls ein Dodge Lancer.
Angeboten wurden ein Basismodell und der Lancer ES mit gehobener Ausstattung (elektronisches Armaturenbrett, geteilt umlegbare Rücksitzbank usw.). Für den Vortrieb sorgten Chryslers 2,2 l-Reihenvierzylinder mit oder ohne Turbolader (100 bzw. 148 PS) im Verein mit Fünfgang-Sportgetriebe oder Dreigangautomatik.
1986 kam als zusätzliches Triebwerk Chryslers neuer 2,5 l-Vierzylinder ins Programm.
1987 und 1988 gab es nur geringfügige Änderungen an der Ausstattung. Zum Modelljahr 1988 erschien allerdings der in limitierter Stückzahl und nur in den Außenfarben weiß, rot oder schwarz lieferbare Dodge Lancer Shelby mit 177 PS starkem 2,2 l-Turbomotor mit Ladeluftkühler, 5-Gang-Schaltgetriebe, Spoilern an Front und Heck und Schwellerschürzen. (Shelby hatte bereits 1987 in Eigenregie einen Shelby Lancer angeboten.)
1989 ersetzte ein 152 PS starker 2,5 l-Turbomotor den bisherigen 2,2-Liter-Turbo mit 148 PS; die ladeluftgekühlte 177 PS-Version des letzteren blieb im Shelby Lancer lieferbar.

Im Sommer 1989 lief die Fertigung des Lancer aus; bis dahin entstanden etwa 137.000 Stück, davon ganze 487 Dodge Lancer Shelby.

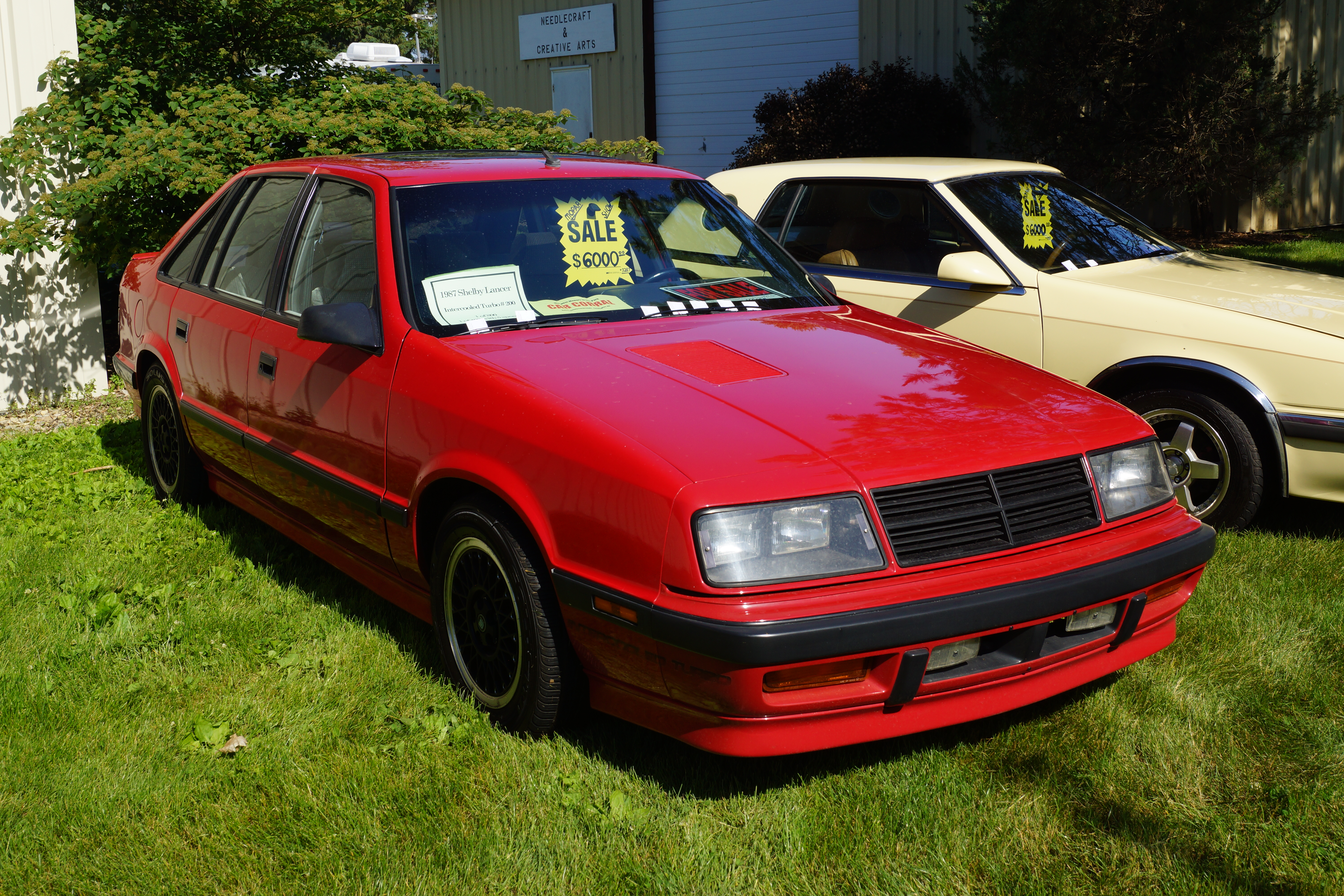
Dodge Shelby Lancer
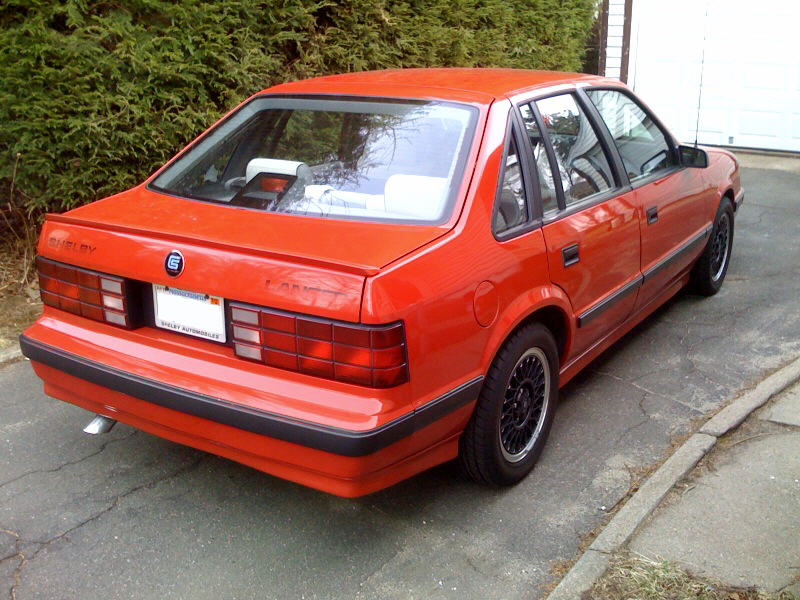
Heckansicht